# Pirambu (Sergipe)
Pirambu est une municipalité brésilienne située dans l'État du Sergipe.